# ぜんまい仕掛け

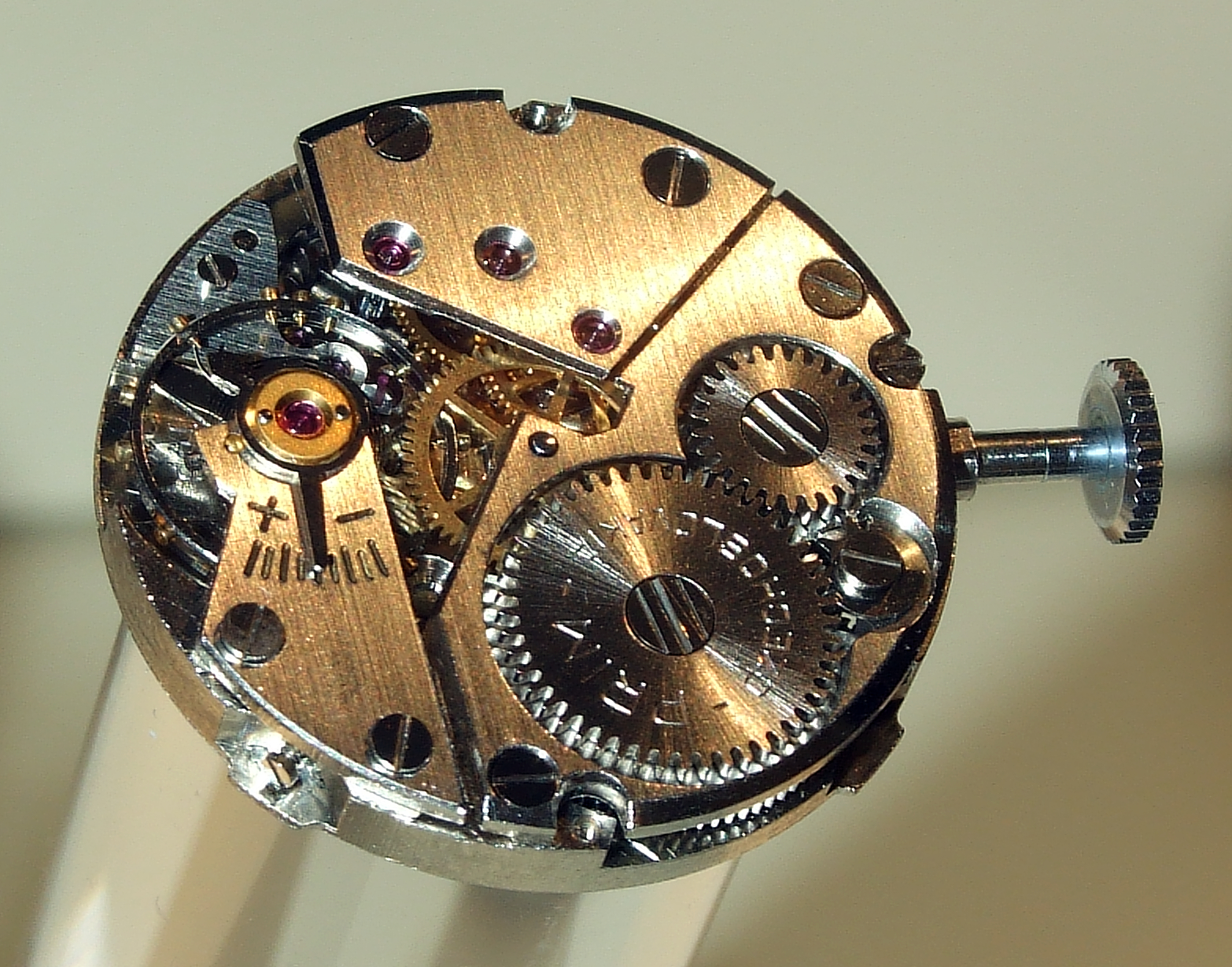
ぜんまいを動力とする時計の機構部

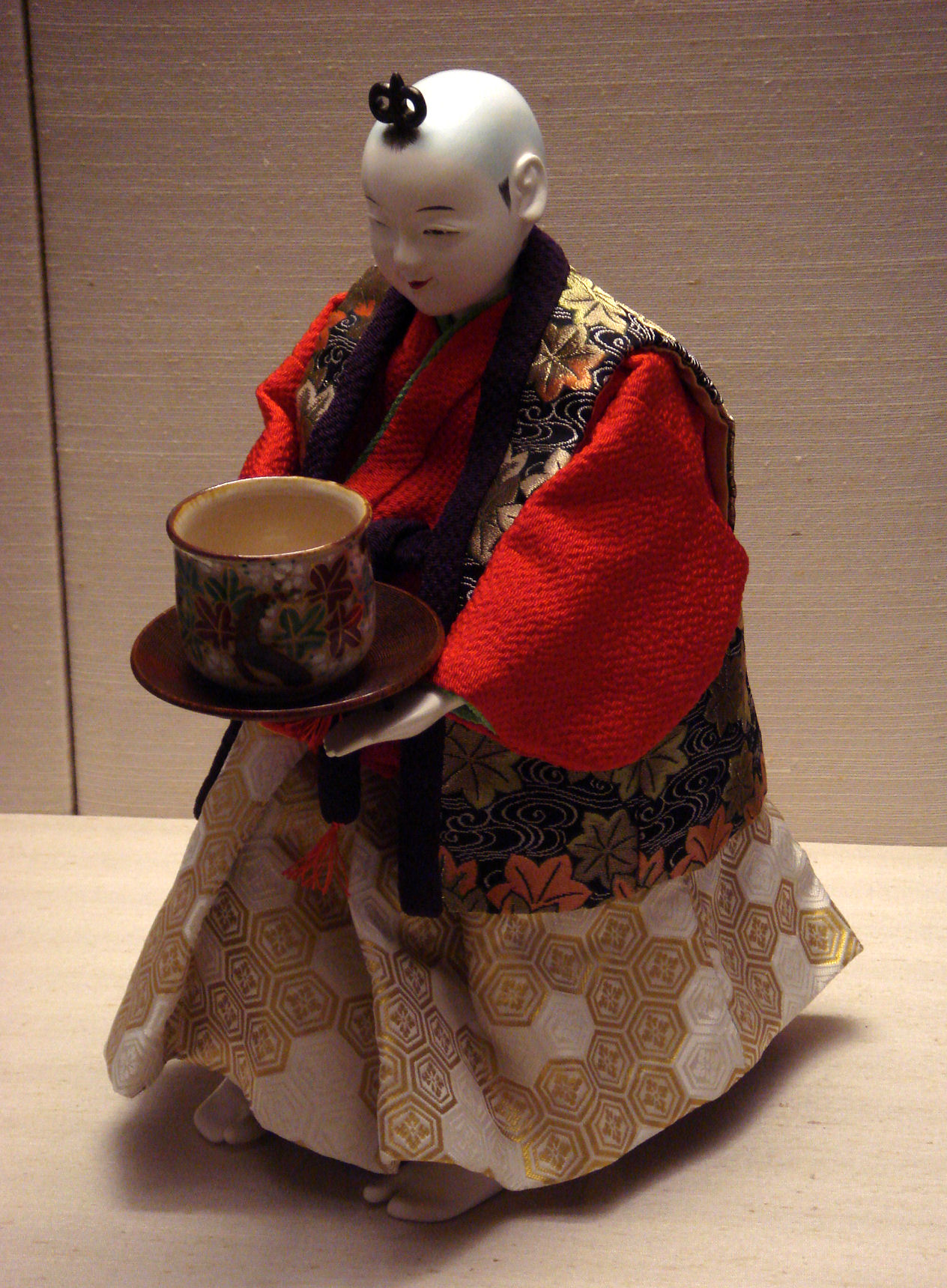
ぜんまいを動力とする茶運び人形　大英博物館蔵。

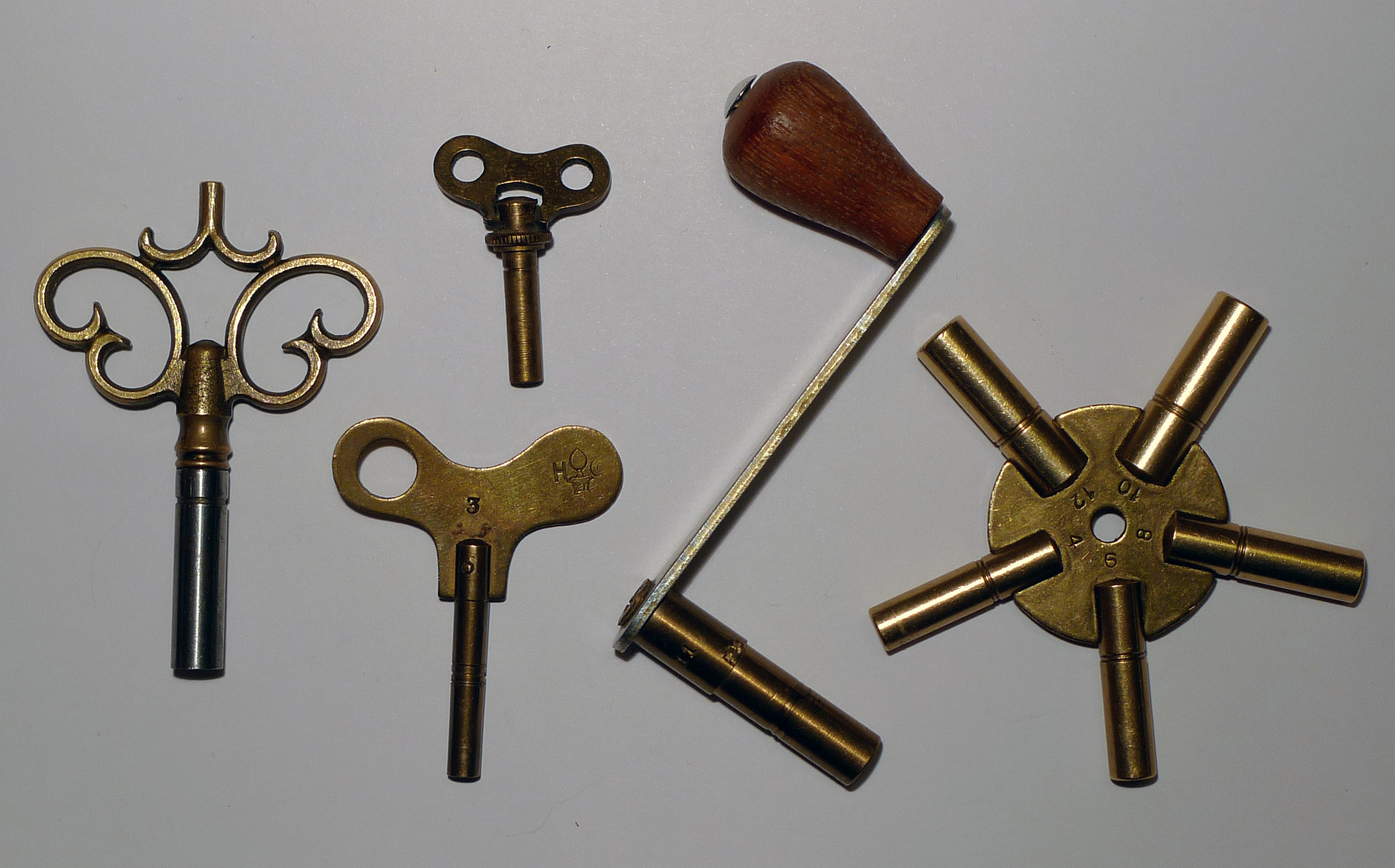
時計のゼンマイを巻くためのさまざまなサイズの鍵

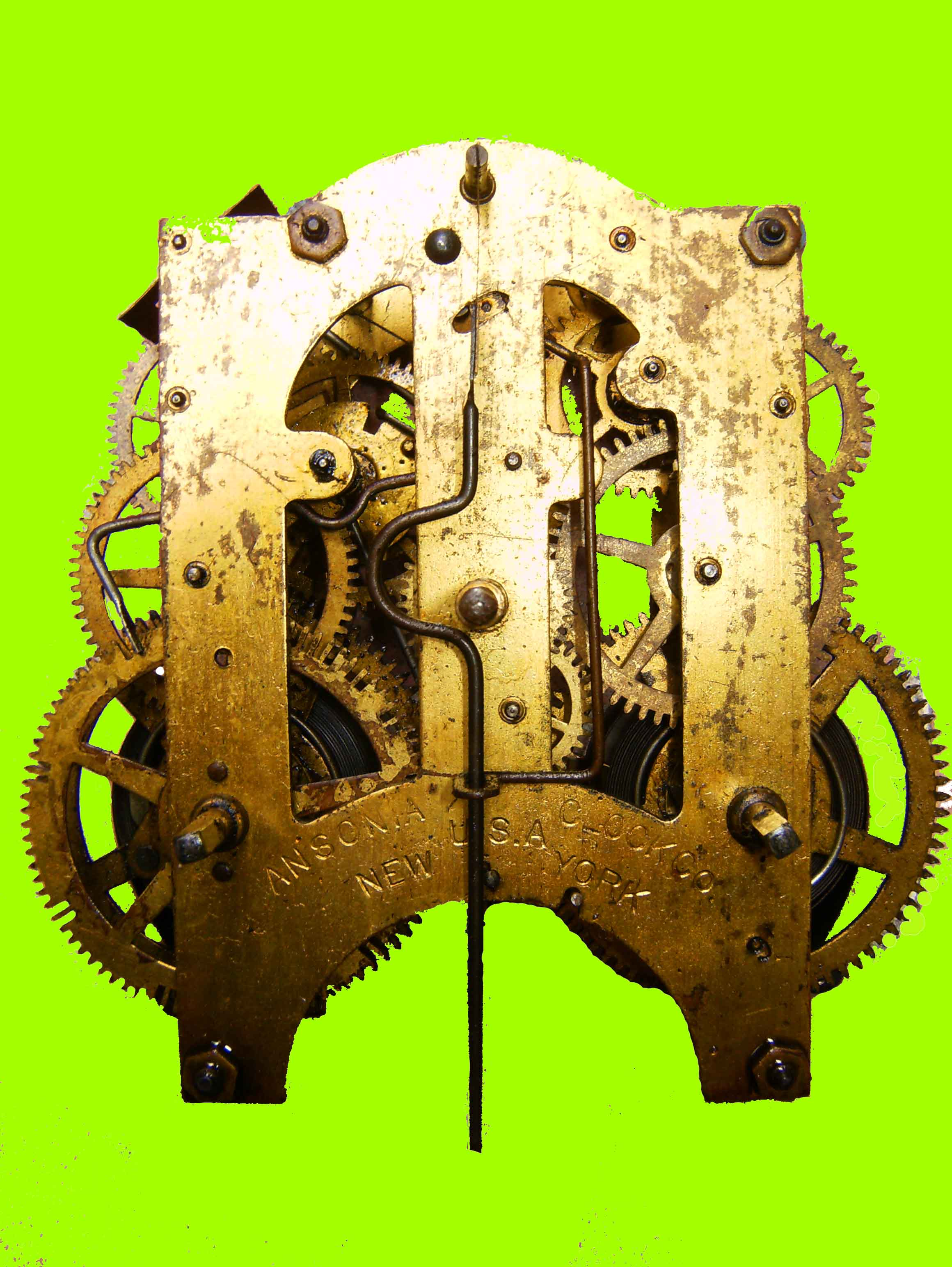
壁掛け時計の構造, Ansonia Co. 1904

ぜんまい仕掛け（ぜんまいじかけ）とは巻かれたぜんまいが元に戻る弾性力を回転運動に変換して動力として利用する機構である。
古くからオルゴールや茶運び人形等に使用された。ぜんまいの素材はかつてはひげ鯨のひげが使用されていたが、近代では鋼が使用される。
蓄電池や蓄圧器や電動機が普及するまでは幅広く使用されていたが現在では玩具やオルゴールや時計や非常用のラジオや懐中電灯等、利用は限られる。
他の表記に機械仕掛け（きかいじかけ）、時計仕掛け（とけいじかけ）、クロックワーク (英: clockwork) などがある。